# Kisbér
Kisbér je mesto na Madžarskem, ki upravno spada pod podregijo Kisbéri Županije Komárom-Esztergom.